# Neotrichia maria
Neotrichia maria är en nattsländeart som beskrevs av Bueno-soria och Hamilton 1986. Neotrichia maria ingår i släktet Neotrichia och familjen smånattsländor. Inga underarter finns listade i Catalogue of Life.